# 山东泰安持枪袭警案
山东泰安持枪袭警案（又称山东泰安警匪枪战、山东泰安“1·04”持枪杀人案）发生在2011年1月4日，山东警方在前往泰安军分区第一干休所一犯罪嫌疑人弟弟家调查情况时遭到了嫌疑人枪击，致使四名民警殉職。后罪犯驾车逃跑，最终警方在泰山区文化路中段将车撞停，一名犯人遭到逮捕，另一名自杀身亡。被告人刘建军被判死刑，刘建民被判处无期徒刑。

## 事件过程

### 背景
2010年12月29日，山东德州市发生一起杀人案，山东警方着手调查案件，2011年1月4日，警方决定前往有重大犯罪嫌疑的刘鲁民的弟弟刘建军家中了解情况。
犯罪嫌疑人刘鲁民是干部子女，其父名刘文瑞，早年参加八路军，1980年代曾在山东某旅任副参谋长，正团职。离休后在德州军区第一干休所享受副师级待遇，嫌疑人的枪支来自刘父。1983年8月3日，干休所内另一干部曹某的小儿子27岁的曹希明去刘家老三刘建军的宿舍讨说法，结果遭到手持猎枪的刘建军枪击中弹身亡，后刘建军被判无期徒刑，但被判无期的刘建军服刑五年即出狱，中华人民共和国法律规定：被判处无期徒刑的，即使减刑以后实际执行的刑期亦不能少于十年。目前警方尚未透露被判无期的刘建军提前获释的原因。

### 案发袭警
2011年1月4日早晨，泰安市公安局泰山区分局刑警大队和岱宗坊派出所民警协助德州市德城区分局侦查人员前往犯罪嫌疑人刘鲁民的弟弟刘建军家中了解情况，而当警方亮出自己身份时，两名犯罪嫌疑人隔着防盗铁门向门外的警察射击，直接中伤3名警察和1名协警。在将门外警察击倒后，两名罪犯持枪抢劫了路边的一辆汽车并立即逃跑。

### 追捕
在击伤四名警察后，两名罪犯前后抢劫并换乘了四辆车来逃跑，二人在逃跑时依然在向警察射击。而后，警方在泰安市泰山区文化路中断将逃犯的车逼出路面最终使得逃犯的车辆撞上行道树。车辆在停下后，逃犯仍然在使用匕首和枪械进行抵抗。
在案发1个多小时后，精疲力尽的刘鲁民不再对警方射击。此时刘鲁民突然向躲在警车底下的弟弟刘建军开了两枪，然后用枪口顶住下颚扣动扳机饮弹自尽。最终，警方制服了一名逃犯，而另一位在逃跑无果的情况下自杀身亡。

### 结果
这起事件共导致5名警察、2名协警和2名平民受伤，其中有两名警察和一名协警（夏波1974-刑警，齐洪海1962-交警，李良1986-协勤）因伤势过重殉职。
2011年1月7日一位受伤严重的民警经抢救无效殉职，此案件共造成4名民警和协警牺牲。
- 夏波，男，汉族，1974年6月出生，中共党员，山东省宁阳人，生前任泰安市公安局泰山区分区刑事侦查大队侦查三中队队长。
- 齐洪海，男，汉族，1962年4月出生，中共党员，山东省泰安市人，生前任泰安市公安局交通警察支队直属二大队科员。
- 李良，男，汉族，1986年3月出生，生前在泰安市公安局泰山区分局岱宗坊派出所担任协勤工作。
- 肖斌，男，汉族，1980年4月出生，中共党员，山东省东平县人，生前任泰安市公安局泰山区分局岱宗坊派出所岱道庵警务区警长。

### 审判
2011年3月14日，泰安市中级人民法院依法公开开庭进行了审理并当庭作出宣判，被告人刘建军犯故意杀人罪，判处死刑，剥夺政治权利终身；犯非法持有枪支、弹药罪，判处有期徒刑六年，决定执行死刑，剥夺政治权利终身。被告人刘建民犯故意杀人罪，判处无期徒刑，剥夺政治权利终身；犯非法持有枪支、弹药罪，判处有期徒刑二年，决定执行无期徒刑，剥夺政治权利终身。
2011年4月13日，山东省高级人民法院在泰安公开开庭宣判上诉人刘建民、原审被告人刘建军犯故意杀人罪、非法持有枪支、弹药罪一案。依法驳回上诉，维持原判。被告人刘建军被判处死刑，被告人刘建民被判处无期徒刑。
2011年4月26日，经最高人民法院核准，泰安市中级人民法院对泰安“1·04”持枪杀人案案犯刘建军依法执行死刑。

## 悼念活动
1月5日，一部分泰安市民在案发现场进行了悼念活动，一些出租车上也系上了黄丝带以示哀悼。